# Back 2 Back Hits
Back 2 Back Hits – kompilacja amerykańskiego rapera MC Hammera. Została wydana w 1998 roku. Reedycja ukazała się w roku 2006. Album podzielony jest na dwie części: pierwsze pięć utworów jest w wykonaniu Hammera, a drugie pięć – Ice’a. W reedycji utwór „Pray” został zastąpiony piosenką „Help the Children”.

## Lista utworów
1. „U Can’t Touch This” – 4:16
2. „Addams Groove” – 3:58
3. „Too Legit to Quit” – 5:05
4. „Pray” – 5:14
5. „Have You Seen Her” – 4:43
6. „Ice Ice Baby” – 4:31
7. „Cool as Ice” – 5:32
8. „I Love You” (Live) – 5:57
9. „Play That Funky Music” (Live) – 5:00
10. „Dancin’” – 5:00